# Maarten Vrolijk

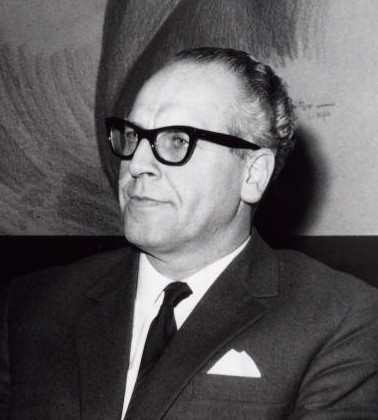
Maarten Vrolijk (1966)

Maarten Vrolijk (* 14. Mai 1919 in Scheveningen, Den Haag; † 7. Februar 1994 in Den Haag) war ein niederländischer Journalist, Dichter und Politiker der Partij van de Arbeid (PvdA), der zunächst Parlamentsjournalist für die Tageszeitung Het Vrije Volk, später Mitglied der Zweiten Kammer der Generalstaaten sowie 1962 Beigeordneter von Den Haag war.
Als Minister für Kultur, Freizeit und Soziale Arbeit im Kabinett von Ministerpräsident Jo Cals setzte er sich zwischen 1965 und 1965 für den Bau von Sporthallen und Gemeindezentren ein und legte ein Gesetz für die Regulierung des Rundfunks vor. Später war er Kommissar der Königin für die Provinz Südholland sowie Mitglied des Staatsrates (Raad van State). Unter den Pseudonymen Berten Duineveld, Geert ter Duyn und Max de Jonge veröffentlichte er darüber hinaus mehrere Gedichtbände.

## Leben

### Studium, Dichter und Journalist
Vrolijk, dessen Vater Frachtschiffer und Schifffahrtsagent war, begann nach dem Besuch der protestantischen Meester Deijs-Grundschule sowie der Höheren Bürgerschule 1940 ein Studium im Fach Recht der Niederlande an der Reichsuniversität Leiden, das er am 10. Mai 1946 abschloss. Bereits während seiner Gymnasialzeit absolvierte er zwischen 1936 und 1938 ein Volontariat als Korrektor und Redakteur für kirchliche Nachrichten bei der christlichen Tageszeitung De Nederlander.
Unter den Pseudonymen Berten Duineveld, Geert ter Duyn und Max de Jonge veröffentlichte er darüber hinaus Anfang der 1940er Jahre mehrere Gedichtbände wie Vandaag (1940), In mora (1942) und Tusschen de stormen (1945).
Kurz vor Abschluss seines Studiums begann er nach Ende des Zweiten Weltkrieges 1945 seine berufliche Laufbahn als Redakteur bei der Tageszeitung De Nieuwe Nederlander und war dort bis 1946 tätig. Danach arbeitete er zwischen 1946 und 1947 als Parlamentsreporter bei der Tageszeitung Het Vrije Volk sowie von 1947 bis 1948 als Parlamentsredakteur bei verschiedenen regionalen Tageszeitungen, ehe er von 1948 bis November 1956 Leiter der Parlamentsredaktion von Het Vrije Volk war.

### Abgeordneter, Chefredakteur und Beigeordneter in Den Haag
Am 6. November 1956 wurde Vrolijk als Kandidat der Partij van de Arbeid erstmals zum Mitglied der Zweiten Kammer der Generalstaaten gewählt, der er bis zum 5. Juni 1963 angehörte.
Neben seiner parlamentarischen Arbeit blieb er aber auch weiterhin journalistisch tätig und war 1957 Redakteur der insbesondere in der Provinz Friesland erscheinenden Regionalzeitung De Friese Koerier sowie anschließend zwischen 1958 und 1961 Chefredakteur der Tageszeitung Haags Dagblad.
Darüber hinaus engagierte er sich in der ersten Hälfte der 1960er Jahre in der Den Haager Kommunalpolitik und war zwischen dem 4. September 1962 bis zum 14. April 1965 Mitglied des Stadtrates von Den Haag. Darüber hinaus fungierte er zeitgleich vom 4. September 1962 bis zum 14. April 1965 als Beigeordneter (Wethouder) der Stadt Den Haag und war dort zuständig für Unterricht, Kunst und Sport.

### Minister, Kommissar der Königin und Mitglied des Staatsrates

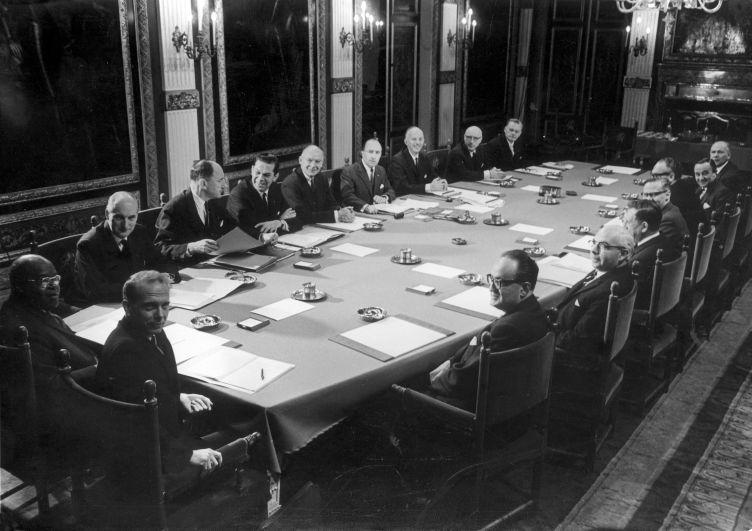
Das Kabinett Cals bei seiner ersten Sitzung am 15. April 1965

Ministerpräsident Jo Cals berief Vrolijk als Minister für Kultur, Freizeit und Soziale Arbeit (Minister van Cultuur, Recreatie en Maatschappelijk Werk) am 14. April 1965 in dessen Kabinett, dem er bis zum 22. November 1966 angehörte. In dieser Funktion setzte er sich für den Bau von Sporthallen und Gemeindezentren ein und legte ein Gesetz für die Regulierung des Rundfunks vor.
Für seine langjährigen Verdienste wurde ihm am 5. Dezember 1966 das Ritterkreuz des Ordens vom Niederländischen Löwen verliehen.
Nach seinem Ausscheiden aus dem Kabinett wurde er am 23. Februar 1967 erneut Mitglied der Zweiten Kammer der Generalstaaten und vertrat die Interessen der PvdA nunmehr bis zum 10. März 1972. Während dieser Zeit war er vom 21. Februar bis zum 1. November 1967 zunächst Mitglied des Vorstandes sowie anschließend Zweiter Vize-Vorsitzender der Fraktion der PvdA, ehe er zuletzt zwischen dem 11. März 1969 und dem 10. März 1972 Vize-Vorsitzender der PvdA-Fraktion in der Zweiten Kammer war. Zugleich gehörte er vom 25. November 1967 bis zum 1. April 1972 dem Parteivorstand der PvdA als Mitglied an.
Vrolijk wurde am 21. Februar 1972 von Königin Juliana zum Kommissar der Königin (Commissaris van de Koningin) in der Provinz Südholland ernannt. Dieses Amt bekleidete er offiziell nach seinem Amtsantritt am 1. April 1972 bis zum 1. Juni 1984. Für seine Verdienste als Kommissar der Königin wurde er am 27. April 1979 zum Kommandeur sowie am 24. Mai 1984 zum Großoffizier des Ordens von Oranien-Nassau ernannt.
Im Anschluss wurde er am 1. Dezember 1984 Mitglied des Staatsrates im außerordentlichen Dienst (Raad van State in buitengewone Dienst) und gehörte diesem Beratungsgremium der Regierung bis zum 1. Juni 1989 an.
Vrolijk war der Vater des Musikers Marco Vrolijk, der als Schlagzeuger 1967 Mitgründer der niederländischen Fusion- und Progressive-Rock-Band Supersister war.

## Veröffentlichungen
- Vandaag, 1940
- In mora, 1942
- Tusschen de stormen, 1945

## Hintergrundliteratur
- F. Groeneveld: Maarten Vrolijk 1919-1994; Gewetensvol politicus, in: NRC Handelsblad vom 9. Februar 1994
- Vrolijk bleef de Nacht anders zien dan Schmelzer. Cals viel om de omroep, in: Trouw vom 10. Februar 1994